# قسم جمع أبرود الريفي (مقاطعة دماوند)
قسم جمع أبرود الريفي (بالفارسية: دهستان جمع‌آبرود) هي قسم تقع في إيران في القسم المركزي. يقدر عدد سكانها بـ 4,773 نسمة .